# 全球生物多樣性資訊機構
全球生物多樣性資訊機構（英文：Global Biodiversity Information Facility，縮寫為 GBIF），或稱全球生物多样性信息网络、全球生物多样性信息设施，是2001年在世界多國政府資助下成立的一個国际组织，由丹麦哥本哈根大学公园內的 GBIF 祕書處運作管理，在线运营同名生物学数据库，旨在向大眾提供無論何時何地均能公開且自由访问的地球上各種生物的資料。GBIF 以參與國、合作組織作為節點，各節點收集的資料以共同標準、開源格式提供給全球的資料中心，使得這些包含記錄地點、時間的生物資訊得以公開分享。這些生物資訊來源不一，有來自18–19世紀的博物館標本典藏，到近年來業餘學者們發布的附有地理標記的照片。
GBIF 以達爾文核心集標準格式彙整所有不同來源的資料，形成資料庫中億萬條物種出現紀錄的索引基礎。彙整的資料在知识共享许可协议下，供科學家、研究人員及民眾公開自由存取，可應用於同行評審論文發表及政策文件中。
GBIF 提供了多种处理和分析工具，可整合零散分布在各单位和部门的生物多樣性数据库与专业资料，为多源数据的使用和集成提供良好的支持。现时 GBIF 已成为全球最大且最具影响力的生物多样性信息数据库和服务机构，有超过100个国家和机构作为成员加入，截至2014年7月有超过4.6亿条数据在全球免费共享。

## 成立背景
GBIF 的創立，起始於1999年经济合作与发展组织（OECD）大科學論壇中生物多樣性資訊小組的建議報告。這份報告提出：國際間需要建立可以自由存取生物多樣性資料、資訊的機制，藉由提供可靠正確的科學證據，為經濟、社會帶來益處並促進可持续发展。
OECD 的專家小組明確地建議設立一個全球生物多樣性資訊機構，讓全球大眾能瀏覽且使用大量的生物多樣性資訊，促進科學研究，提升經濟、生活品質等社會利益，提供自然知識快速成長的基礎，同時避免重覆的勞力和花費。
2001年，該項建議被 OECD 科學部首長們採納，參與的各國政府簽署谅解备忘录正式成立 GBIF。

## 秘書處
GBIF 秘書處目前規劃為四個團隊：
參與合作部門：推動組織成員間的合作、招募新合作夥伴、並增進既有成員的運作能量；
資料產品部門：確保 GBIF 所提供彙整資料的品質與科學價值；
資訊部門：執行資料管理、軟體開發及 GBIF 基礎設施運作；
行政事務部門：聯繫 GBIF 網絡間合作及秘書處的行政事務處理。

## 外部連結
- GBIF 官方网站 （页面存档备份，存于）
- GBIF 常見問題解答 （页面存档备份，存于）
- GBIF 网络系统 （页面存档备份，存于）
- GBIF 數據發布者 （页面存档备份，存于）
- GBIF 中国科学院节点 （页面存档备份，存于）（简体中文）
- 臺灣生物多樣性資訊機構（Taiwan Biodiversity Information Facility，TaiBIF） （页面存档备份，存于），GBIF 臺灣節點（繁體中文）